# Judyta Jakubowiczowa
Judyta Jakubowiczowa, även Zarówkaer, Sonnenberg, född 1751, död 1829, var en judisk-polsk bankir och köpman. 
Judyta Jakubowiczowa föddes i Tyskland. Hon flyttade till Warszawa omkring 1770 för att gifta sig med en mycket äldre man, Szmul Tanier, som var köpman, agent och leverantör till kung Stanisław August. Hon drev en litterär salong efter modell av den tyska judiska intelligentsian. 
I den judiska kulturen var det accepterat även för gifta kvinnor att ägna sig åt affärsverksamhet. Hon hade många affärsintressen, som att bearbeta jordbruksprodukter, exportera boskap och försörja armén med proviant. Efter makens död 1801, fortsatte hon att driva verksamheten själv. Fram till slutet av Napoleonkrigen var hon en av de ledande kvinnliga militära leverantörerna i Polen, Ryssland, Frankrike och Preussen: 1807 var hon den största arméleverantören i hertigdömet Warszawa. På grund av kungarikets insolvens återbetalades skulderna till Sonnenberg genom att det gavs privilegiet att köpa nationella varor. Enligt denna lag köpte Judyta Zyszneer från statskassan 1813 ägorna Jeziorna, Okrzeszyn och Kępa Okrzeska belägna i närheten av Warszawa. 1815 gav hon upp att ta hand om förnödenheter till armén, återgick till bank- och finansverksamhet, och fortsatte sin verksamhet främst för Preussen och Ryssland.